# Saatchi Gallery
Saatchi Gallery je galerie současného umění v Londýně založená Charlesem Saatchim roku 1985, který chtěl veřejnosti zpřístupnit své rozsáhlé (a měnící se) sbírky. Tato galerie sídlila na několika místech, nejprve na severu Londýna (St John's Wood), poté na jižním nábřeží a později na King's Road v obvodu Kensington a Chelsea (zde má být galerie otevřena roku 2007). Sbírky původně obsahovaly díla amerických minimalistů, poté byly zaměřeny na mladé britské umělce (Young British Artists) a nakonec se přiklonily pouze na obrazy zavedených autorů.
Galerie měla zásadní vliv na britské umění od svého otevření. Mnoho autorů, kteří v ní vystavovali byli neznámí pro veřejnost i pro obchodníky s uměním. Poté, co vystavovali v galerii, většinou zaznamenali významný komerční úspěch.
Po otevření galerie roku 1985 obsahovaly její sbírky v St John's Wood díla amerických minimalistů například Jeffa Koonse, Ashleyho Bickertona, Davida Salleho, Carrol Dunhamové, Kennyho Scharffa, Philipa Gustona, Andyho Warhola, Cy Twomblyho, Richarda Serra, Brice Mardena, Bruce Naumana, Donalda Judda, Caral Andreho, Sol LeWitt, Alexe Katze a mnoha jiných. Tito američtí umělci byli inspirací pro generaci Young British Artists, jejichž díla byla hlavní náplní sbírek v 90. letech (díla amerických minimalistů Saatchi prodal). Galerie byla netradiční velkým otevřeným prostranstvím vyplněným vysokými bílými zdmi.
V dubnu 2003 se galerie přestěhovala do County Hall. V té tobě se galerie stále zaměřovala na díla skupiny Young British Artists například Damiena Hirsta, Jakea a Dinos Chapmanových a Tracey Eminová.
Při požáru skladiště obrazů Momart dne 24. května 2004 zničil část sbírek galerie v hodnotě asi 50 miliónů liber.
Roku 2005 změnil Saatchi orientaci galerie na díla zavedených evropských autorů například Marlene Dumasové, Martina Kippenbergera, Luca Tuymanse a Petera Doiga, kteří nebyli ve Velké Británii příliš známí. Dalším plánem je seznámení britské veřejnosti s mladými americkými a německými a nadějnými britskými umělci.
V současné době probíhá rekonstrukce budovy na King's Road poblíž Sloane Square v Chelsea.